# Dirka po Španiji 1965
Dirka po Španiji 1965 (špansko Vuelta a España 1965) je 20. izvedba dirke po Španiji, tritedenske moške cestne kolesarske etapne dirke. Začela se je 29. aprila v Vigu in končala 16. maja v Bilbau. Sodelovalo je 100 kolesarjev iz 10-ih ekip. Rumeno majico je prvič osvojil Rolf Wolfshohl, drugo mesto Raymond Poulidor (oba Mercier–BP–Hutchinson), tretje pa Rik Van Looy (Solo–Superia). Modro majico je osvojil Rik Van Looy, zeleno majico Julio Jiménez (Kas–Kaskol), rdečo majico pa José Segu (Montjuich-Tedi).

## Ekipe
- Ferrys
- Ford France–Gitane
- Margnat–Paloma–Inuri–Dunlop
- Kas–Kaskol
- Mercier–BP–Hutchinson
- Olsa
- Portugalska
- Solo–Superia
- Montjuich-Tedi
- Wiel's–Groene Leeuw

## Etape
| Etapa | Datum     | Štart/Cilj                                       | Razdalja | Tip     | Tip                  | Zmagovalec                    |
| ----- | --------- | ------------------------------------------------ | -------- | ------- | -------------------- | ----------------------------- |
| 1     | 29. april | Vigo – Vigo                                      | 168 km   |         |                      | Rik Van Looy (BEL)            |
| 2     | 30. april | Pontevedra – Lugo                                | 150 km   |         |                      | Rik Van Looy (BEL)            |
| 3     | 1. maj    | Lugo – Gijón                                     | 247 km   |         |                      | Rudi Altig (FRG)              |
| 4a    | 2. maj    | Mieres – Pajares                                 | 41 km    |         | posamični kronometer | Raymond Poulidor (FRA)        |
| 4b    | 2. maj    | Pajares – Palencia                               | 189 km   |         |                      | Carlos Echeverría (ESP)       |
| 5     | 3. maj    | Palencia – Madrid                                | 238 km   |         |                      | Fernando Manzaneque (ESP)     |
| 6     | 4. maj    | Madrid – Cuenca                                  | 161 km   |         |                      | Manuel Martín Piñera (ESP)    |
| 7     | 5. maj    | Albacete – Benidorm                              | 212 km   |         |                      | Rik Van Looy (BEL)            |
| 8     | 6. maj    | Benidorm – Sagunto                               | 174 km   |         |                      | Jean-Claude Wuillemin (FRA)   |
| 9     | 7. maj    | Sagunto – Salou                                  | 237 km   |         |                      | Rik Van Looy (BEL)            |
| 10a   | 8. maj    | Salou – Barcelona                                | 115 km   |         |                      | Frans Melckenbeeck (BEL)      |
| 10b   | 8. maj    | Barcelona – Barcelona                            | 50 km    |         |                      | Julio Jiménez (ESP)           |
| 11    | 9. maj    | Barcelona – Andorra                              | 241 km   |         |                      | Esteban Martín (ESP)          |
| 12    | 10. maj   | Andorra – Lleida                                 | 158 km   |         |                      | Rik Van Looy (BEL)            |
| 13    | 11. maj   | Lleida – Zaragoza                                | 190 km   |         |                      | José Martín Colmenarejo (ESP) |
| 14    | 12. maj   | Zaragoza – Pamplona                              | 193 km   |         |                      | Rik Van Looy (BEL)            |
| 15    | 13. maj   | Pamplona – Bayonne (Francija)                    | 149 km   |         |                      | Rik Van Looy (BEL)            |
| 16    | 14. maj   | Saint-Pée-sur-Nivelle (Francija) – San Sebastián | 61 km    |         | posamični kronometer | Raymond Poulidor (FRA)        |
| 17    | 15. maj   | San Sebastián – Vitoria                          | 214 km   |         |                      | Rik Van Looy (BEL)            |
| 18    | 16. maj   | Vitoria – Bilbao                                 | 222 km   |         |                      | Manuel Martín Piñera (ESP)    |
|       | Skupaj    | Skupaj                                           | 3410 km  | 3410 km | 3410 km              | 3410 km                       |

## Končna razvrstitev
| Legenda | Legenda                                    | Legenda | Legenda                          |
| ------- | ------------------------------------------ | ------- | -------------------------------- |
|         | Predstavlja vodilnega v skupnem seštevku   |         | Predstavlja vodilnega po točkah  |
|         | Predstavlja vodilnega v gorski razvrstitvi |         | Predstavlja vodilnega v šprintih |

### Rumena majica
| Poz. | Kolesar                 | Ekipa                       | Čas         |
| ---- | ----------------------- | --------------------------- | ----------- |
| 1    | Rolf Wolfshohl          | Mercier–BP–Hutchinson       | 92h 36' 03" |
| 2    | Raymond Poulidor        | Mercier–BP–Hutchinson       | + 6' 36"    |
| 3    | Rik Van Looy            | Solo–Superia                | + 8' 55"    |
| 4    | Fernando Manzaneque     | Ferrys                      | + 12' 48"   |
| 5    | Carlos Echeverría       | Kas–Kaskol                  | + 15' 54"   |
| 6    | Francisco Gabica        | Kas–Kaskol                  | + 20' 03"   |
| 7    | Hans Junkermann         | Margnat–Paloma–Inuri–Dunlop | + 20' 13"   |
| 8    | Jean-Claude Wuillemin   | Ford France–Gitane          | + 20' 13"   |
| 9    | Antonio Gómez del Moral | Kas–Kaskol                  | + 23' 04"   |
| 10   | Federico Bahamontes     | Margnat–Paloma–Inuri–Dunlop | + 23' 13"   |
| 11   | Lucien Aimar            | Ford France–Gitane          |             |
| 12   | Jean-Claude Lebaube     | Ford France–Gitane          |             |
| 13   | Victor Van Schil        | Mercier–BP–Hutchinson       |             |
| 14   | Luis Otaño              | Ferrys                      |             |
| 15   | Frans Verbeeck          | Wiel's–Groene Leeuw         |             |
| 16   | Joaquin Galera          | Kas–Kaskol                  |             |
| 17   | Sebastián Elorza        | Kas–Kaskol                  |             |
| 18   | Eddy Pauwels            | Wiel's–Groene Leeuw         |             |
| 19   | Jef Planckaert          | Solo–Superia                |             |
| 20   | Michel Grain            | Ford France–Gitane          |             |
| 21   | Manuel Martín Piñera    | Kas–Kaskol                  |             |
| 22   | Joseph Timmerman        | Wiel's–Groene Leeuw         |             |
| 23   | Ventura Díaz            | Olsa                        |             |
| 24   | Jaime Alomar Florit     | Ferrys                      |             |
| 25   | Armand Desmet           | Solo–Superia                |             |